# Stottita
La stottita és un mineral de la classe dels òxids que pertany i dona nom al subrup de la stottita. Va ser anomenada en honor de Charles E. Stott (1896-1978), director de la mina Tsumcor, al Tsumeb (Namíbia) durant els anys 1953-1965.

## Característiques
La stottita és un hidròxid de fórmula química Fe²⁺Ge(OH)₆. Cristal·litza en el sistema tetragonal. Els seus cristalls mesuren fins a 1 cm i són tetragonals dipiramidals, pseudo-octaèdrics, amb {111} dominant, modificada per {100}, {110}, {101}, {102},
{001} i altres. La seva duresa a l'escala de Mohs és 4,5.
Segons la classificació de Nickel-Strunz, la stottita pertany a «04.FC: Hidròxids (sense V o U), amb OH, sense H₂O; octaedres que comparteixen angles» juntament amb els següents minerals: bernalita, dzhalindita, söhngeïta, burtita, mushistonita, natanita, schoenfliesita, vismirnovita, wickmanita, jeanbandyita, mopungita, tetrawickmanita, ferronigerita-2N1S, magnesionigerita-6N6S, magnesionigerita-2N1S, ferronigerita-6N6S, zinconigerita-2N1S, zinconigerita-6N6S, magnesiotaaffeïta-6N'3S i magnesiotaaffeïa-2N'2S.

## Formació i jaciments
La stottita és un mineral secundari rar format a la zona d'oxidació d'una dolomia rica en germani allotjada en una mena d'un dipòsit hidrotermal. Va ser descoberta a la mina Tsumeb (Regió d'Oshikoto, Namíbia). Es tracta de l'únic indret on ha estat trobada aquesta espècie mineral.